# Arrondissement Montdidier
Das Arrondissement Montdidier ist eine Verwaltungseinheit im französischen Département Somme in der Region Hauts-de-France. Hauptort (Unterpräfektur) ist Montdidier.

## Kantone
Zum Arrondissement gehören Gemeinden aus drei Kantonen:
- Ailly-sur-Noye (mit 27 von 52 Gemeinden)
- Moreuil (mit 22 von 42 Gemeinden)
- Roye

## Gemeinden
Die Gemeinden des Arrondissements Montdidier sind:
| 1. Ailly-sur-Noye (80010)         | 2. Andechy (80023)                   | 3. Armancourt (80027)                 | 4. Arvillers (80031)                  |
| 5. Assainvillers (80032)          | 6. Aubercourt (80035)                | 7. Aubvillers (80037)                 | 8. Ayencourt (80049)                  |
| 9. Balâtre (80053)                | 10. Beaucourt-en-Santerre (80064)    | 11. Becquigny (80074)                 | 12. Berteaucourt-lès-Thennes (80094)  |
| 13. Beuvraignes (80101)           | 14. Biarre (80103)                   | 15. Bouillancourt-la-Bataille (80121) | 16. Boussicourt (80125)               |
| 17. Braches (80132)               | 18. Bus-la-Mésière (80152)           | 19. Cantigny (80170)                  | 20. Le Cardonnois (80174)             |
| 21. Carrépuis (80176)             | 22. Cayeux-en-Santerre (80181)       | 23. Champien (80185)                  | 24. Chaussoy-Epagny (80188)           |
| 25. Chirmont (80193)              | 26. Cottenchy (80213)                | 27. Coullemelle (80214)               | 28. Courtemanche (80220)              |
| 29. Crémery (80223)               | 30. Cressy-Omencourt (80224)         | 31. Damery (80232)                    | 32. Dancourt-Popincourt (80233)       |
| 33. Davenescourt (80236)          | 34. Démuin (80237)                   | 35. Domart-sur-la-Luce (80242)        | 36. Dommartin (80246)                 |
| 37. L’Échelle-Saint-Aurin (80263) | 38. Erches (80278)                   | 39. Ercheu (80279)                    | 40. Esclainvillers (80283)            |
| 41. Étalon (80292)                | 42. Ételfay (80293)                  | 43. La Faloise (80299)                | 44. Faverolles (80302)                |
| 45. Fescamps (80306)              | 46. Fignières (80311)                | 47. Flers-sur-Noye (80315)            | 48. Folleville (80321)                |
| 49. Fonches-Fonchette (80322)     | 50. Fontaine-sous-Montdidier (80326) | 51. Fouencamps (80337)                | 52. Fransures (80349)                 |
| 53. Fresnoy-en-Chaussée (80358)   | 54. Fresnoy-lès-Roye (80359)         | 55. Goyencourt (80383)                | 56. Gratibus (80386)                  |
| 57. Grivesnes (80390)             | 58. Grivillers (80391)               | 59. Gruny (80393)                     | 60. Guerbigny (80395)                 |
| 61. Guyencourt-sur-Noye (80403)   | 62. Hailles (80405)                  | 63. Hallivillers (80407)              | 64. Hangard (80414)                   |
| 65. Hangest-en-Santerre (80415)   | 66. Hattencourt (80421)              | 67. Herly (80433)                     | 68. Ignaucourt (80449)                |
| 69. Jumel (80452)                 | 70. Laboissière-en-Santerre (80453)  | 71. Laucourt (80467)                  | 72. Lawarde-Mauger-l’Hortoy (80469)   |
| 73. Liancourt-Fosse (80473)       | 74. Lignières (80478)                | 75. Louvrechy (80494)                 | 76. Mailly-Raineval (80499)           |
| 77. Malpart (80504)               | 78. Marché-Allouarde (80508)         | 79. Marestmontiers (80511)            | 80. Marquivillers (80517)             |
| 81. Mesnil-Saint-Georges (80541)  | 82. Mézières-en-Santerre (80545)     | 83. Montdidier (80561)                | 84. Moreuil (80570)                   |
| 85. Morisel (80571)               | 86. La Neuville-Sire-Bernard (80595) | 87. Piennes-Onvillers (80623)         | 88. Le Plessier-Rozainvillers (80628) |
| 89. Le Quesnel (80652)            | 90. Quiry-le-Sec (80657)             | 91. Remaugies (80667)                 | 92. Rogy (80675)                      |
| 93. Roiglise (80676)              | 94. Rollot (80678)                   | 95. Rouvrel (80681)                   | 96. Roye (80685)                      |
| 97. Rubescourt (80687)            | 98. Saint-Mard (80708)               | 99. Sauvillers-Mongival (80729)       | 100. Sourdon (80740)                  |
| 101. Thennes (80751)              | 102. Thory (80758)                   | 103. Tilloloy (80759)                 | 104. Trois-Rivières (80625)           |
| 105. Verpillières (80790)         | 106. Villers-aux-Érables (80797)     | 107. Villers-lès-Roye (80803)         | 108. Villers-Tournelle (80805)        |
| 109. Warsy (80822)                |                                      |                                       |                                       |

## Neuordnung der Arrondissements 2017

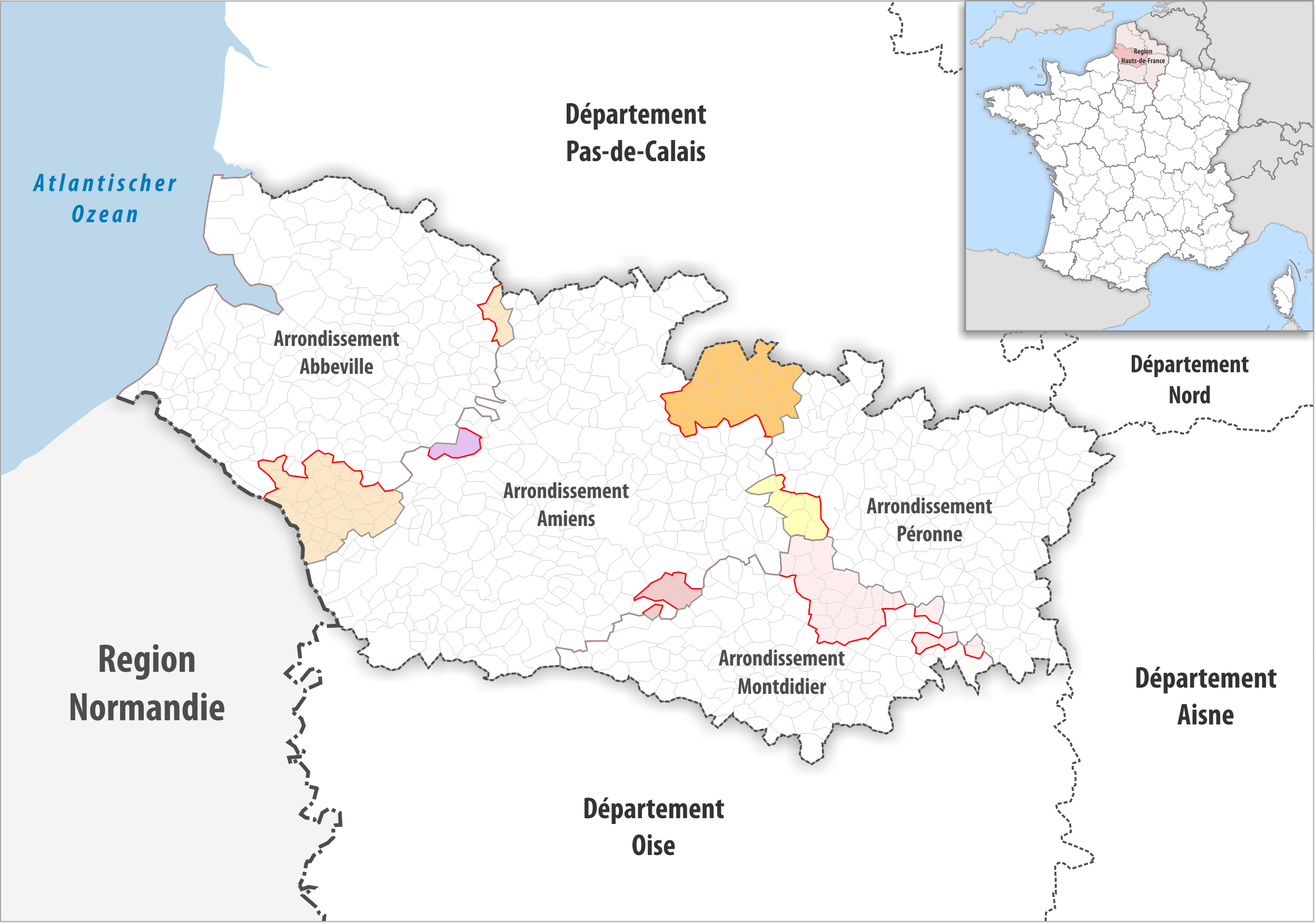
Arrondissementsanpassungen im Jahr 2017

Durch die Neuordnung der Arrondissements im Jahr 2017 wurde aus dem Arrondissement Montdidier die Fläche der 26 Gemeinden Bayonvillers, Beaufort-en-Santerre, Billancourt, Bouchoir, Breuil, Caix, La Chavatte, Chilly, Curchy, Folies, Fouquescourt, Fransart, Guillaucourt, Hallu, Harbonnières, Maucourt, Méharicourt, Moyencourt, Parvillers-le-Quesnoy, Punchy, Rethonvillers, Rosières-en-Santerre, Rouvroy-en-Santerre, Vrély, Warvillers und Wiencourt-l’Équipée dem Arrondissement Péronne zugewiesen. 
Dafür wechselte aus dem Arrondissement Amiens die Fläche der fünf Gemeinden Cottenchy, Dommartin, Fouencamps, Guyencourt-sur-Noye, und Hailles zum Arrondissement Montdidier. 